# Јабел
Јабел (њем. Jabel) општина је у њемачкој савезној држави Мекленбург-Западна Померанија. Једно је од 60 општинских средишта округа Мириц. Према процјени из 2010. у општини је живјело 589 становника. Посједује регионалну шифру (AGS) 13056024.

## Географски и демографски подаци
Јабел се налази у савезној држави Мекленбург-Западна Померанија у округу Мириц. Општина се налази на надморској висини од 72 метра. Површина општине износи 66,4 km². У самом мјесту је, према процјени из 2010. године, живјело 589 становника. Просјечна густина становништва износи 9 становника/km².